# Udyaka (cràter)
Udyaka és un cràter d'impacte en el planeta Venus de 7,7 km de diàmetre. Porta el nom d'un antropònim oroch, i el seu nom va ser aprovat per la Unió Astronòmica Internacional el 1997.